# Тапье, Мишель
Мишель Тапье де Селейран (фр. Michel Tapié de Céleyran; 26 февраля 1909, Сенуйяк, Тарн (департамент) — 30 июля 1987, Париж) — французский искусствовед, художественный критик и художник. Внёс значительный вклад в распространение художественного течения матьеризм.

## Жизнь и творчество
Мишель Тапье был одним из первых теоретиков художественного направления ташизм, а также художником, внедрявшим ташизм в живописи и сделавшим это направление европейским эквивалентом абстрактного экспрессионизма.
Тапье родился в аристократической французской семье, был младшим кузеном Тулуз-Лотрека. Интересоваться авангардным искусством он начинает в середине 1940-х годов, причём выступает не только автором специальной литературы по искусству, художественной критики и выставочных каталогов, но и как организатор выставок современного искусства в различных странах Европы, Латинской Америки и в Японии. М.Тапье является автором самого термина L’art Informel, введшим его в обиход в ноябре 1951 года. В 1952 году во Франции из печати выходит его знаковая книга Un art autre (в английском переводе — «Art of Another Kind»), написанная в виде эссе и теоретически обосновавшая сложившиеся в послевоенной Европе авангардистские течения в искусстве, аналогичные тем, что в США развивались под названием абстрактный экспрессионизм, живопись действия (или акционизм) и лирический абстракционизм. Эта работа М.Тапье явилась настоящим манифестом зарождавшегося в Западной Европе информалистского искусства (L’art Informel).
Вокруг этого «Манифеста Тапье» и L’art Informel группируются такие художники, как Лючио Фонтана, Энрико Донати, Антони Тапиес, Асгер Йорн, Дзиро Ёсихара, Эмиль Шумахер. В том же 1952 году М.Тапье пишет каталог и участвует в организации первой персональной выставки Джексона Поллока в Париже. В 1960 году он, совместно с архитектором Луиджи Моретти, создаёт в Турине Международный центр эстетического развития, с отделениями изучения живописи и по организации художественных выставок. Центр также занимался популяризацией современного искусства, выпуском теоретической, критической и публицистической литературы. Мишель Тапье являлся организатором крупных международных выставок нового и современного искусства в известнейших галереях Парижа, Рима, Нью-Йорка, Токио, Мадрида, Амстердама, Буэнос-Айреса, Мюнхена, Турина, Осаки, Милана.